# Аксово
Аксово — опустевшая деревня в Удомельском городском округе Тверской области.

## География
Деревня находится в северной части Тверской области на расстоянии приблизительно 26 км на север-северо-восток по прямой от железнодорожного вокзала города Удомля.

## История
Деревня была известна с 1478 года. В 1861 году была владением помещицы Фелисовой. Здесь было учтено дворов (хозяйств) 2 (1859 год), 8 (1886), 8 (1911), 19 (1958), 7 (1978). В советский период истории здесь действовали колхозы «Красный Флаг», им. Суворова и им. Калинина. До 2015 года входила в состав Куровского сельского поселения до упразднения последнего. С 2015 года в составе Удомельского городского округа.

## Население
Численность населения: 17 человек (1859 год), 35 (1886), 58 (1911), 49(1958), 16 (1978), 0 как в 2002 году, так и в 2010.